# Vassilis Fotias
Vassilis Fotias (Pella, 10 aprile 1989) è un arbitro di calcio greco.

## Carriera
Esordisce nella massima serie greca, Souper Ligka Ellada, il 20 ottobre 2018 dirigendo PAS Giannina-Panaitōlikos (0-2).
Viene promosso internazionale nel 2021 e fa il suo debutto come arbitro UEFA dirigendo l'incontro valido per il primo turno preliminare di UEFA Conference League tra Sfîntul Gheorghe-Partizani Tirana (2-3).
Il 28 luglio 2024 viene selezionato per dirigere la finale del campionato europeo under 19 Spagna-Francia (2-0).